# Pittsburgh Pirates
Pittsburgh Pirates – drużyna baseballowa grająca w centralnej dywizji National League, ma siedzibę w Pittsburghu w stanie Pensylwania. Pięciokrotny zwycięzca w World Series.

## Historia

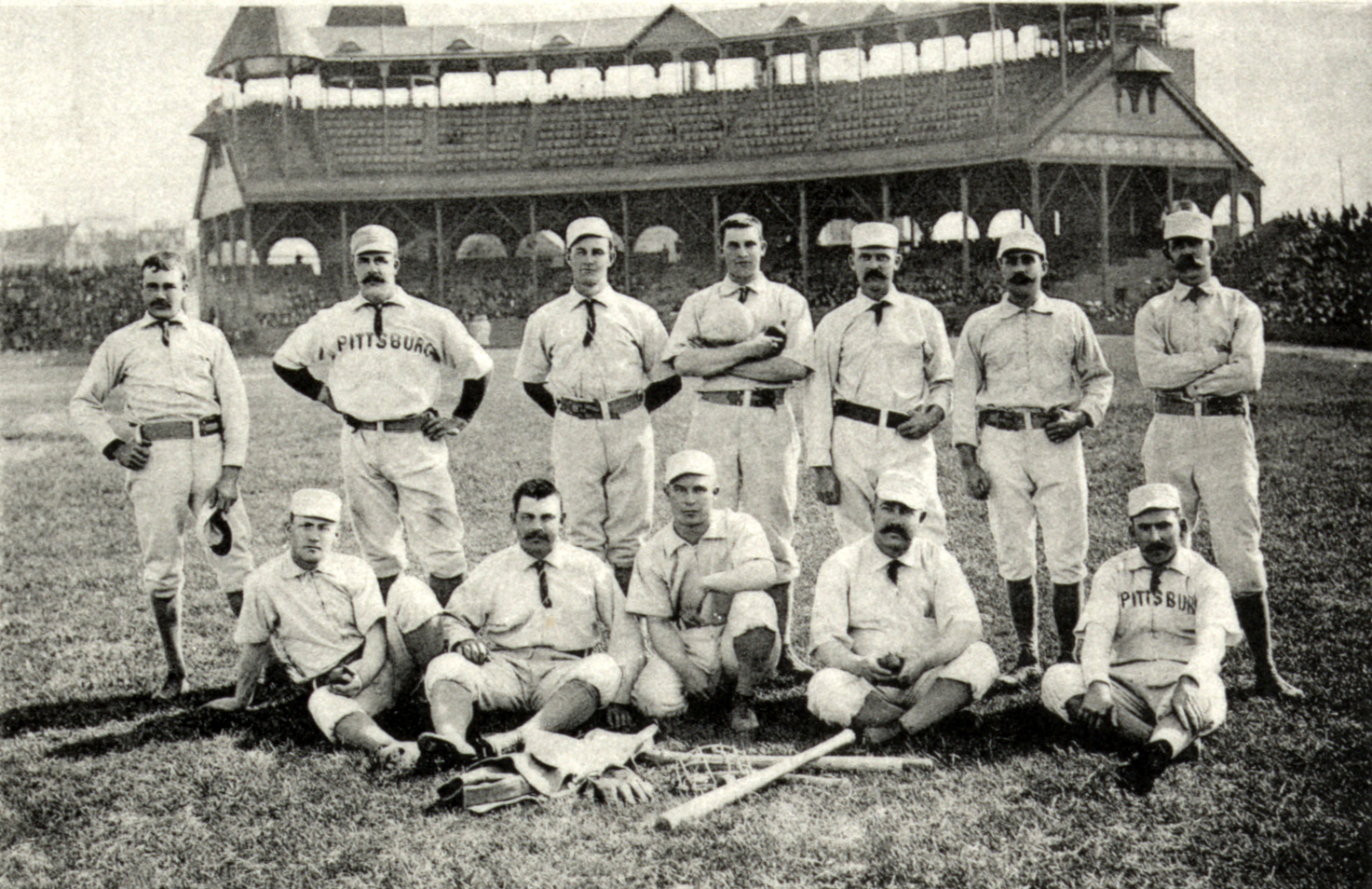
Pittsburgh Alleghenies w 1888 roku.

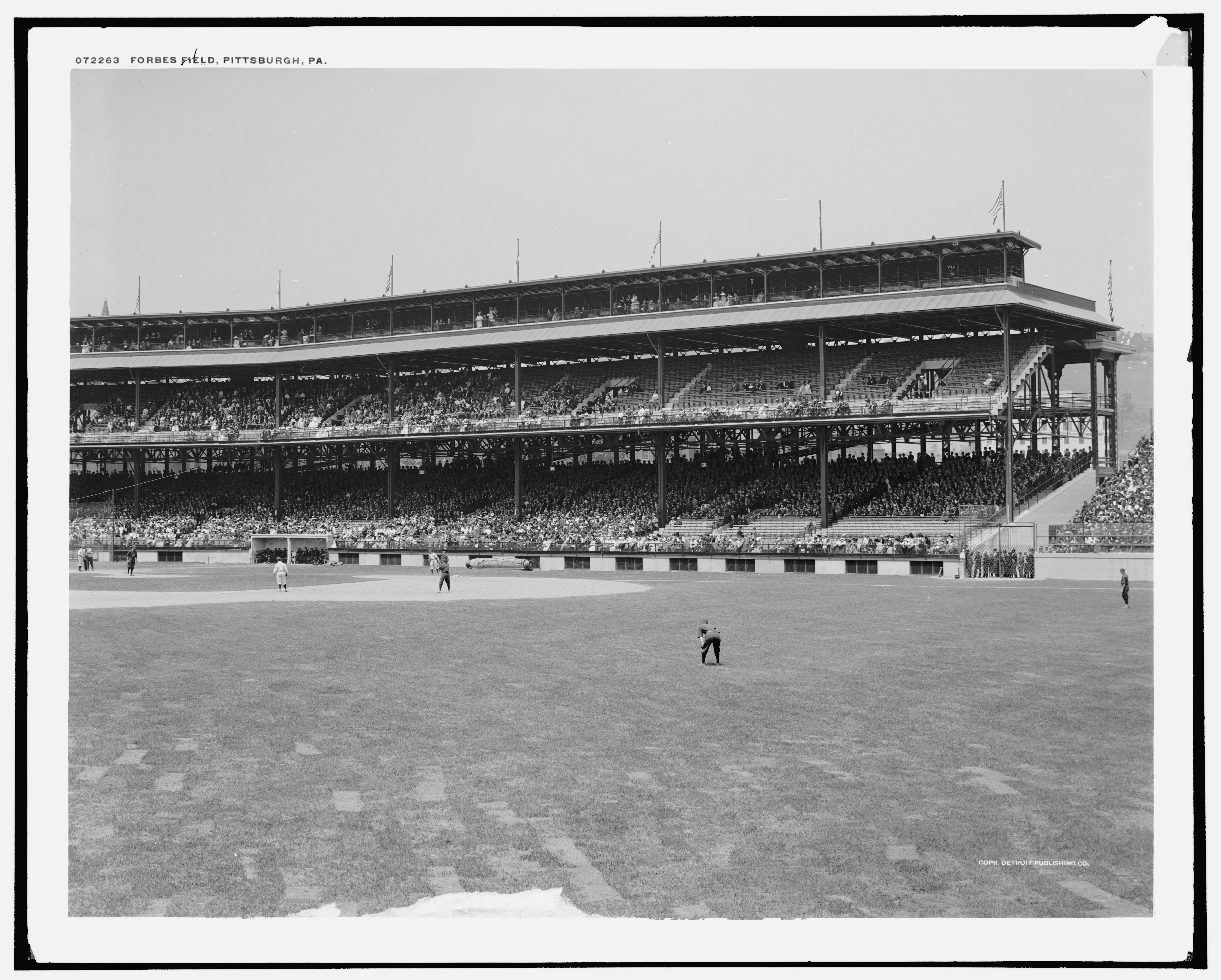
Forbes Field w 1910 roku.

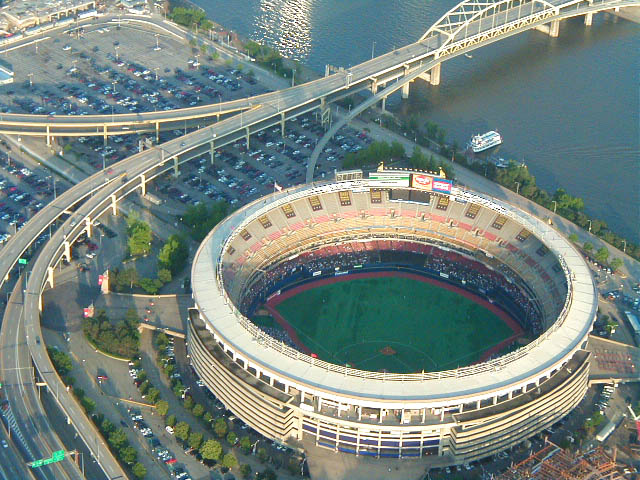
Three Rivers Stadium.

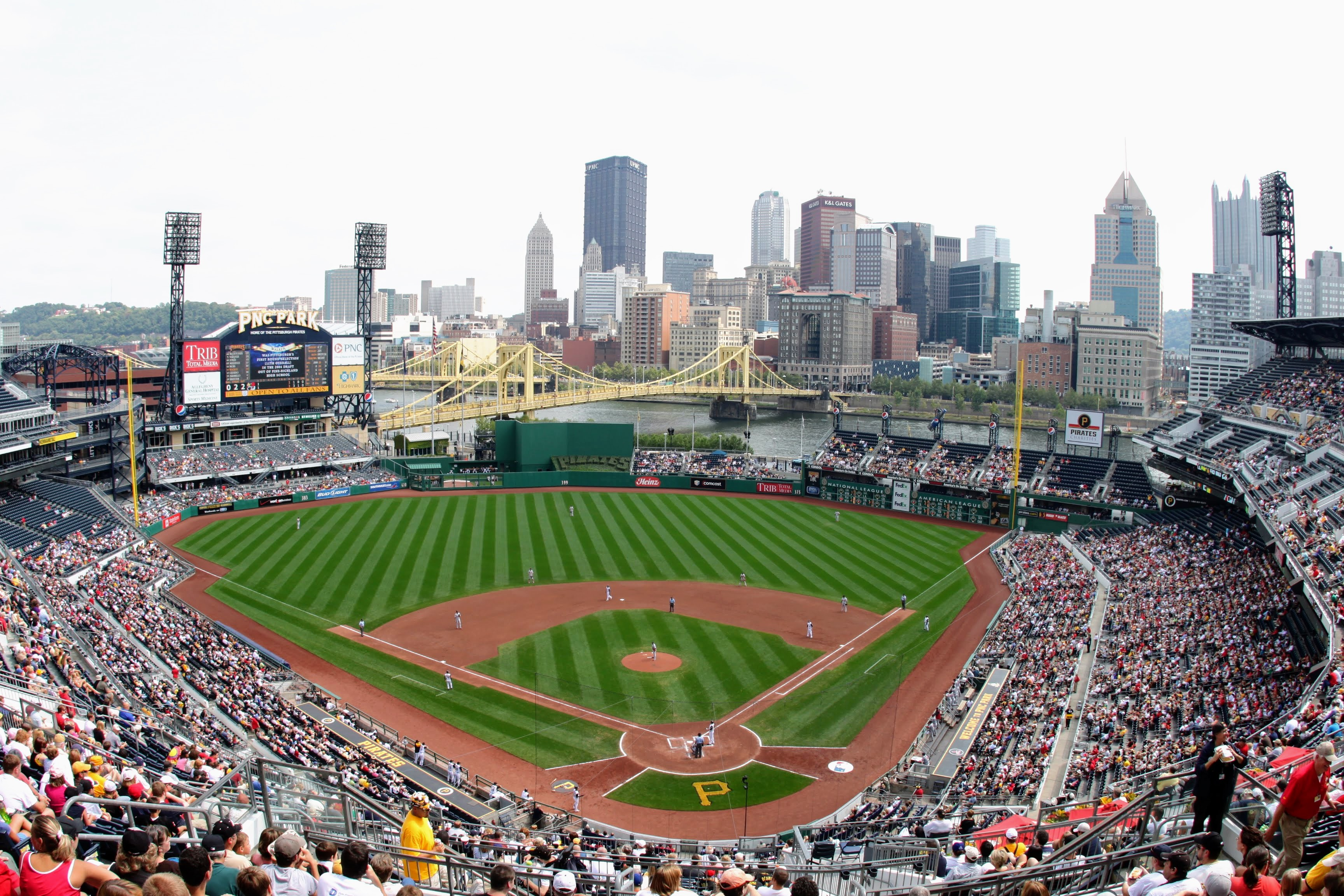
PNC Park.

Klub powstał w 1882 roku pod nazwą Pittsburgh Alleghenies i dołączył do American Association; początkowo swoje mecze rozgrywał na Exposition Park. Pięć lat później zespół wstąpił w szeregi National League i 30 kwietnia 1887 rozegrał pierwszy mecz; przeciwnikiem była drużyna Chicago White Stockings, a spotkanie obejrzało 10 tysięcy widzów. W grudniu 1891 klub zmienił nazwę na Pittsburgh Pirates.
W 1903 Pirates uzyskali awans do World Series, w których ulegli Boston Americans 3–5 (grano wówczas do pięciu wygranych meczów). W marcu 1909 rozpoczęto budowę nowego stadionu Forbes Field, a pierwszy mecz rozegrano na nim 30 czerwca 1909. W tym samym roku „Piraci” po raz pierwszy w historii klubu zdobyli mistrzowski tytuł, po pokonaniu w World Series Detroit Tigers 4–3. Kolejne mistrzostwo zespół wywalczył w 1925, kiedy to wygrał z Washington Senators 4–3. Dwa lata później Pirates ulegli w World Series, mającym w składzie między innymi Babe Rutha i Lou Gehriga New York Yankees 0–4.
W 1960 Pirates zwyciężyli w World Series po raz trzeci; w siódmym, decydującym meczu rozgrywanym na Forbes Field, w drugiej połowie dziewiątej zmiany przy stanie 9–9 zwycięskiego home runa zdobył Bill Mazeroski. W kwietniu 1968 rozpoczęto budowę nowego, mogącego pomieścić 47 952 widzów, obiektu Three Rivers Stadium, którego do użytku oddano w 1970; całkowity koszt budowy wyniósł 55 milionów dolarów. W sezonach 1971 i 1979 Pirates wygrywali World Series 4–3 (dwukrotnie z Baltimore Orioles).
W latach 1990–1992 Pirates trzykrotnie przegrywali w National League Championship Series, zaś od 1993 do 2012 ani razu nie uzyskali dodatniego bilansu zwycięstw i porażek. 9 kwietnia 2001 zespół rozegrał pierwszy mecz na wybudowanym kosztem 216 milionów dolarów stadionie PNC Park; obiekt może pomieścić 38 362 widzów.
W sezonie 2013 Pirates uzyskali awans do postseason po raz pierwszy od 21 lat. Po pokonaniu Cincinnati Reds w ramach Major League Baseball Wild Card Game, Pirates przegrali w National League Division Series z St. Louis Cardinals 2–3 w serii best-of-five.
9 maja 2015 w meczu przeciwko St. Louis Cardinals na PNC Park Pirates, jako pierwszy zespół w historii Major League Baseball, rozegrał potrójny aut w kombinacji 4–5–4 (druga baza–trzecia baza–druga baza).

## Sukcesy
| Tytuł                                               | Liczba | Rok                                                  |
| --------------------------------------------------- | ------ | ---------------------------------------------------- |
| World Series                                        | 5      | 1907, 1908                                           |
| National League National League Championship Series | 9      | 1901, 1902, 1903, 1909, 1925, 1927, 1960, 1971, 1979 |
| National League East Division                       | 9      | 1970, 1971, 1972, 1974, 1975, 1979, 1990, 1991, 1992 |

## Zastrzeżone numery
Od 1997 numer 42 zastrzeżony jest przez całą ligę ku pamięci Jackie Robinsona, który jako pierwszy Afroamerykanin przełamał bariery rasowe w Major League Baseball.
| Billy Meyer M: 1948–1952 Zastrzeżony w 1954                                                                                                | Ralph Kiner LF: 1946–1953 Zastrzeżony w 1987      | Willie Stargell LF, 1B: 1962–1982 Zastrzeżony w 1982               | Bill Mazeroski 2B, 1956–1972 Zastrzeżony w 1987                                          | Paul Waner RF, 1926–1940 Zastrzeżony w 2007                           |
| Pie Traynor 3B: 1920–1935, 1937 M: 1934–1939 Zastrzeżony w 1972                                                                            | Roberto Clemente RF: 1955–1972 Zastrzeżony w 1973 | Honus Wagner SS, 1900–1917 M: 1917 C: 1933–1951 Zastrzeżony w 1956 | Danny Murtaugh 2B, 1948–1951 M: 1957–1964, 1967, 1970–1971, 1973–1976 Zastrzeżony w 1977 | Jackie Robinson Wycofany przez wszystkie kluby MLB Zastrzeżony w 1997 |
| Oznaczenie skrótów: M – menadżer, C – trener, 1B – pierwszobazowy, 3B – trzeciobazowy, SS – łącznik, RF – prawozapolowy, LF – lewozapolowy |                                                   |                                                                    |                                                                                          |                                                                       |